# Bonzo. Live 1980–85
Bonzo. Live 1980–85 – piąty album zespołu Cytrus, wydany 29 kwietnia 2022 roku nakładem wydawnictwa Gad Records. Płyta zawiera archiwalne nagrania koncertowe: Dwa utwory z festiwalu sopockiego „Pop Session” (1980), cztery z Jeleniej Góry (1982) oraz dziewięć z Festiwalu Muzyków Rockowych w Jarocinie (1985).

## Lista utworów
Źródło:
Sopot (1980):
1. „Terroryści” – 3:34
2. „Patryk” – 3:32

Jelenia Góra (1982):
1. „Bonzo” – 4:05
2. „Mayones to jest to” – 3:47
3. „Nie wiem” – 7:18
4. „W cieniu życia” – 4:07

Jarocin (1985):
1. „Kurza twarz” – 4:42
2. „Aleja gwiazd” – 4:22
3. „Ślad na rękawie” – 3:37
4. „Kobra” – 3:15
5. „Tęsknica nocna” – 4:48
6. „Słoneczna loteria (Ćma)” – 2:52
7. „Mały, ale wierny” – 2:44
8. „Jeźdźcy smoków” – 3:53
9. „Bycza krew” – 4:18

## Twórcy albumu
Źródło:.
- Andrzej Kaźmierczak – gitara
- Marian Narkowicz – skrzypce, flet
- Waldemar Kobielak – gitara basowa
- Andrzej Kalski – perkusja (1, 2)
- Kazimierz Barlasz – śpiew (5, 6)
- Zbigniew Kraszewski – perkusja (3–6)
- Józef Masiak – śpiew (7–15)
- Leszek Ligęza – perkusja (7–15)